# 瓦尔迪约-吕特朗
瓦尔迪约-吕特朗（法語：Valdieu-Lutran，法語發音：[valdjø lytʁɑ̃] ⓘ）是法国上莱茵省的一个市镇，位于该省南部，属于阿尔特基什区。该市镇于1972年由原市镇瓦尔迪约（Valdieu）和吕特朗（Lutran）合并而成。

## 地理
瓦尔迪约-吕特朗（47°37'36"N, 7°3'30"E）面积5.17 平方千米，位于法国大東部大區上莱茵省，该省份为法国东部内陆省份，是阿尔萨斯的一部分，今与下莱茵省组成了阿尔萨斯欧洲集体，其北临下莱茵省，西接孚日省，西南接贝尔福地区省，东侧沿莱茵河与德国相望，南与瑞士接壤。
与瓦尔迪约-吕特朗接壤的市镇（或旧市镇、城区）包括：布雷绍蒙、沙瓦讷叙莱唐、雷茨维莱尔、芒斯帕克、罗马尼、马尼、旧蒙特勒、埃尔巴克。
瓦尔迪约-吕特朗的时区为UTC+01:00、UTC+02:00（夏令时）。

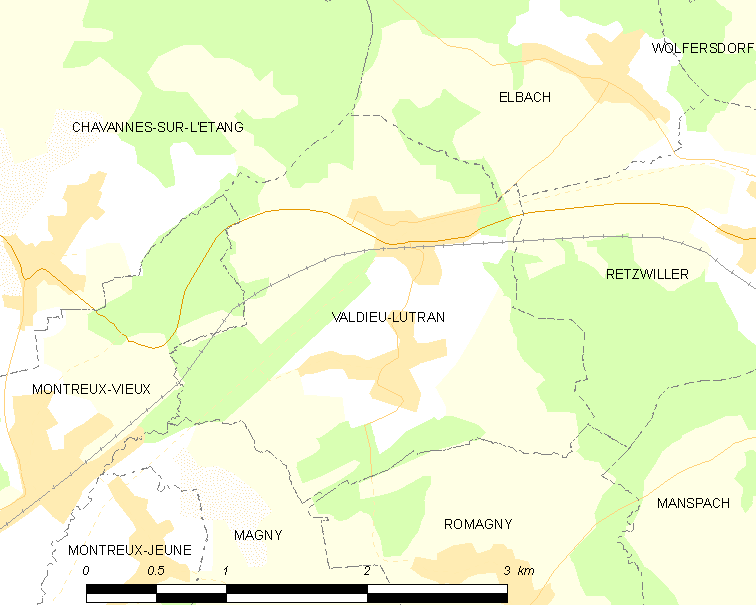
瓦尔迪约-吕特朗的OSM定位图

## 行政
瓦尔迪约-吕特朗的邮政编码为68210，INSEE市镇编码为68192。

## 政治
瓦尔迪约-吕特朗所属的省级选区为马斯沃-尼德布吕克县。

## 人口

1962-2008年间瓦尔迪约-吕特朗人口变化图示

瓦尔迪约-吕特朗于2022年1月1日时的人口数量为423人。